# Chris Youlden
Chris Youlden (1. ledna 1943 – 4. dubna 2025) byl britský zpěvák. Již v dětství začal hrát na kytaru a klavír a svou první skupinu nazvanou The Down Home Blues Band založil v roce 1963. V roce 1967 se stal členem skupiny Savoy Brown, ze které odešel o tři roky později. Roku 1973 vydal své první sólové album nazvané Nowhere Road a druhé City Child následovalo o rok později. Později se hudbě přestal věnovat a vrátil se roku 1991 albem Second Sight.